# Adam Kałaska
Adam Krzysztof Kałaska (ur. 19 października 1975 w Rykach) – polski samorządowiec, polityk i przedsiębiorca, w 2019 poseł na Sejm VIII kadencji.

## Życiorys
W 2002 został absolwentem studiów z wychowania technicznego (specjalność elektronika z informatyką) na Politechnice Lubelskiej. Prowadził jednoosobową firmę z branży hydraulicznej i niepubliczne przedszkole integracyjne.
Zaangażował się w działalność polityczną w ramach Prawa i Sprawiedliwości. W 2010 i 2014 bez powodzenia kandydował do rady powiatu ryckiego, w 2018 po raz pierwszy uzyskał mandat. Następnie do 2019 sprawował funkcję jej wiceprzewodniczącego.
W 2015 bez powodzenia kandydował do Sejmu w okręgu lubelskim, otrzymując 3388 głosów i zajmując piętnaste miejsce wśród kandydatów PiS (partii przypadło w tym okręgu 10 miejsc w Sejmie). W 2019 uzyskał możliwość objęcia mandatu posła w miejsce wybranej do Europarlamentu Elżbiety Kruk, na co wyraził zgodę. Stało się to po odmowie przyjęcia mandatu poselskiego kolejno przez prezesa PFR Nieruchomości Grzegorza Muszyńskiego, radnego wojewódzkiego Marka Wojciechowskiego i wiceprzewodniczącego sejmiku lubelskiego Zdzisława Podkańskiego. Złożył ślubowanie 13 czerwca 2019. W wyborach w tym samym roku nie uzyskał poselskiej reelekcji. W 2022 wystąpił z PiS, następnie przystąpił do Polski 2050. W 2023 kandydował do Sejmu z ramienia współtworzonej przez tę partię Trzeciej Drogi. W 2024 wystartował natomiast do Sejmiku Województwa Lubelskiego.